# Пауза
Пауза (фр. silence, енгл. rest) је знак којим се означава прекид свирања или певања у композицији. 
Паузе, као и ноте, могу имати различите вредности (трајања). 
Трајања пауза одређују:
1. брзина, тј. темпо којим се изводи музика и
2. облици пауза (            итд.).

## Приказ вредности пауза
Сваки облик паузе представља једну вредност (фр. valeur de la silence), тј. једно временско трајање прекида у извођењу.
| вредност паузе        | одговарајућа нотна вредност |
| цела пауза            | цела нота                   |
| половина паузе        | половина ноте               |
| четвртина паузе       | четвртина ноте              |
| осмина паузе          | осмина ноте                 |
| шеснаестина паузе     | шеснаестина ноте            |
| тридесетдвојина паузе | тридесетдвојина ноте        |

## Чиме се продужава вредност паузе
Свака пауза може да се продужи:
1. тачком или две иза паузе:
|  |  |

2. короном изнад паузе: 
3. За паузе дужих трајања користе се овакве паузе: .